# Аматорський драфт НХЛ 1972
Драфт НХЛ 1972 відбувся в готелі «Королева Елізабет» у Монреалі (Квебек).
Під час 10-го драфту НХЛ у 11-и раундах було обрано 152 хокеїстів. Першим номером драфту став Біллі Гарріс.

## Вибір за раундом
Нижче поданий список гравців, обраних на Драфті НХЛ 1972 року.
|  | = Всі зірки НХЛ |  |  | = Члени Зали слави |

### Підсумки драфту
| Раунд #1 | Гравець          | Позиція        | Національність | Команда НХЛ          | Попередня команда                  |
| --- | ---------------- | -------------- | -------------- | -------------------- | ---------------------------------- |
| 1 | Біллі Гарріс     | правий крайній | Канада         | Нью-Йорк Айлендерс   | Торонто Мальборос (ОХЛ)            |
| 2 | Жак Рішар        | лівий крайній  | Канада         | Атланта Флеймс       | Квебек Ремпартс (QMJHL)            |
| 3 | Дон Левер        | центровий      | Канада         | Ванкувер Канакс      | Ніагара Флаєрс (OMJHL)             |
| 4 | Стів Шатт        | лівий крайній  | Канада         | Монреаль Канадієнс   | Торонто Мальборос (OMJHL)          |
| 5 | Джим Шенфельд    | захисник       | Канада         | Баффало Сейбрс       | Ніагара Флаєрс (OMJHL)             |
| 6 | Мішель Ларок     | воротар        | Канада         | Монреаль Канадієнс   | Оттава 67-і (OMJHL)                |
| 7 | Білл Барбер      | лівий крайній  | Канада         | Філадельфія Флаєрс   | Кіченер Рейнджерс (OMJHL)          |
| 8 | Дейв Гарднер     | центровий      | Канада         | Монреаль Канадієнс   | Торонто Мальборос (OMJHL)          |
| 9 | Вейн Меррік      | центровий      | Канада         | Сент-Луїс Блюз       | Оттава 67-і (OMJHL)                |
| 10 | Ел Бланшар       | лівий крайній  | Канада         | Нью-Йорк Рейнджерс   | Кіченер Рейнджерс (OMJHL)          |
| 11 | Джордж Фергюсон  | центровий      | Канада         | Торонто Мейпл-Ліфс   | Торонто Мальборос (OMJHL)          |
| 12 | Джеррі Бірс      | лівий крайній  | Канада         | Міннесота Норз-Старс | Кіченер Рейнджерс (OMJHL)          |
| 13 | Філ Расселл      | захисник       | Канада         | Чикаго Блекгокс      | Едмонтон Оіл-Кінгс (ЗХЛ)           |
| 14 | Джон Ван Боксмер | захисник       | Канада         | Монреаль Канадієнс   | Гвелф CMC'і (SOJHL)                |
| 15 | Боб Макміллан    | центровий      | Канада         | Нью-Йорк Рейнджерс   | St. Catharines Black Hawks (OMJHL) |
| 16 | Майк Блум        | лівий крайній  | Канада         | Бостон Брюїнс        | St. Catharines Black Hawks (OMJHL) |
| Р#2 |                  |                |                |                      |                                    |
| 23 | Том Блейдон      | захисник       | Канада         | Філадельфія Флаєрс   | Едмонтон Оіл-Кінгс (WCHL)          |
| 25 | Ларрі Кар'єр     | захисник       | Канада         | Баффало Сейбрс       | —                                  |
| 30 | Берні Лукович    | правий крайній | Канада         | Піттсбург Пінгвінс   | Нью-Вестмінстер Брюїнс (ЗХЛ)       |
| Р#3 |                  |                |                |                      |                                    |
| 33 | Боб Нюстрем      | правий крайній | Канада         | Нью-Йорк Айлендерс   | Калгарі Сентенніалс (ЗХЛ)          |
| 39 | Джим Вотсон      | захисник       | Канада         | Філадельфія Флаєрс   | Калгарі Сентенніалс (ЗХЛ)          |
| 45 | Майк Вейзор      | воротар        | Канада         | Чикаго Блек Гокс     | «Пітерборо Пітс» (ГЮХЛК)           |
| Р#4 |                  |                |                |                      |                                    |
| 55 | Ел Макадам       | правий крайній | Канада         | Філадельфія Флаєрс   | Charlottetown Royals (MaJHL)       |
| Р#6 |                  |                |                |                      |                                    |
| 85 | Пітер Макнеб     | центровий      | Канада/ США    | Баффало Сейбрс       | Університет Денверу (WCHA)         |
| Р#7 |                  |                |                |                      |                                    |
| 97 | Рішар Бродер     | воротар        | Канада         | Нью-Йорк Айлендерс   | Корнвол Роялс (ГЮХЛК)              |
| Р#9 |                  |                |                |                      |                                    |
| 139 | Пет Бутетт       | центровий      | Канада         | Торонто Мейпл Ліфс   | —                                  |
| Джерело: 1972 NHL Amateur Draft hockeydraftcentral.com. Архів оригіналу за 22 січня 2009. Процитовано 18 грудня 2008. |                  |                |                |                      |                                    |